# 南孔内韦西国家公园
南孔内韦西国家公园（芬蘭語：Etelä-Konneveden kansallispuisto）是芬兰的一座国家公园，位于芬兰湖区的中芬兰区和北萨沃区交界处，在孔内韦西和劳塔兰皮两市镇内。国家公园成立于2014年，面积为15平方公里。
国家公园包括孔内韦西湖南部的一些岛屿以及湖东岸一大片毗连的土地。